# Épigrammes (Martial)
Les Épigrammes (en latin, Epigrammata ou Epigrammaton libri XII) du poète latin Martial (v. 40 - v. 104) sont la principale de ses œuvres. Il s'agit d'un recueil en douze livres de courts poèmes relevant du genre de l'épigramme. Ces poèmes ont été composés entre 85 et 98, à l'exception de ceux qui ont été réunis dans le livre XII, qui datent d'environ 102, après son retour dans sa ville natale.
L'œuvre connut de nombreuses imitations.

## Composition de l'œuvre
Martial porte à son apogée le genre de l'épigramme, illustré en grec par des poètes comme Méléagre de Gadara (au IIe siècle avant Jésus-Christ) et introduit dans la littérature latine par Catulle.
Les douze livres des Épigrammes comportent un peu moins de 1 200 pièces, courtes ou très courtes. Les plus courtes ne font que deux vers ; il est rare qu'elles dépassent 15 à 20 vers ; la plus longue (III, 58) comprend 51 vers. La répartition entre les douze livres est équilibrée : chaque livre comprend entre 82 et 108 pièces.
La métrique mise en œuvre par Martial est variée et il sait parfaitement jouer de la variété des rythmes et la mettre en accord avec le thème qu'il traite. Parmi les huit mètres qu'il emploie, trois dominent : le distique élégiaque (de loin le plus fréquent, il représente près des quatre-cinquièmes de l'ensemble), l'hendécasyllabe phalécien et différentes variantes du trimètre iambique.
Cinq livres (I, II, VIII, IX, XII) sont précédés de préfaces ou de lettres-préfaces en prose.
Certains manuscrits et de nombreuses éditions associent aux douze livres des Épigrammes d’autres œuvres de Martial qui ne font pas à proprement parler partie du recueil. Il s’agit du Liber spectaculorum, première œuvre de l’auteur et à ce titre placé en tête, des Xenia et des Apophoreta, parfois considérés comme livre XIII et livre XIV. Il ne s’agit pas d’épigrammes, mais ces pièces peuvent s’en rapprocher par la forme courte et parfois la présence de traits d’esprit.

## Datation des douze livres
Les onze premiers livres ont été composés à Rome ou en Italie entre 85 et 98 (date du retour de Martial en Espagne), à raison d'un livre environ par an. Le livre XII a été écrit en Espagne, à Bilbilis, en 101-102, mais incorpore certainement des pièces antérieures.

## Manuscrits et éditions
Il existe trois familles de manuscrits : l'une d'elles, la seule à donner le Liber spectaculorum, ne contient qu'un choix des épigrammes, mais fournit souvent les meilleures leçons ; sa particularité est de remplacer les termes les plus osés par des termes équivalents mais moins scabreux.
L'édition princeps a été publiée à Rome en 1470. Parmi les nombreuses éditions ultérieures, il faut noter celle du philologue hollandais Pieter Schryver (Scriverius), publiée à Leyde en 1618-1619, qui contient des notes et commentaires de nombreux humanistes, l'édition critique approfondie de Friedrich Wilhelm Schneidewin (1842), l'édition de Ludwig Friedländer (1886) pour la qualité de son commentaire, l'édition de W. M. Lindsay (Oxford, Clarendon Press, 1902).

## Thèmes traités
Les thèmes que l'on rencontre dans les Épigrammes rejoignent souvent ceux de la satire, mais le traitement est différent : la forme courte oblige à concentrer le trait d'esprit et la portée morale est absente ou discrète.
Rome, la ville et ses habitants, sont au centre de son inspiration. Martial s'appuie sur son expérience, sur ce qu'il vit et ce qu'il voit. Il nous décrit sa pauvre demeure — une chambre au troisième étage d'un immeuble — et son quartier, populaire et bruyant, assez loin du centre, sur le Quirinal, Ad Pirum.

### Conceptions littéraires. L'auteur et ses livres
Un nombre non négligeable d'épigrammes tournent autour de questions littéraires, surtout la conception que se fait Martial du genre épigrammatique, ou mettent en scène la relation entre l'auteur et ses livres ou entre l'auteur et son public.
Martial s'adresse souvent à ses livres. Ainsi fait-il par exemple au début du livre III, où, dans trois épigrammes, il interpelle son livre. Il lui recommande de se trouver un bon protecteur, s'il ne veut pas finir en papier d'emballage. Il s'adresse aussi au lecteur, lui indique où il peut acheter son livre et à quel prix, cinq deniers, présente son contenu et son apparence extérieure. Il insiste souvent sur le fait que ses livres sont petits et courts : sous forme de codex, on peut les tenir d'une seule main, ce sont donc de bons compagnons de voyage. On les trouve aussi en volumen plus luxueux « bien poncé et revêtu d'un brillant vermillon ».

## Postérité
Martial a eu des continuateurs dans la littérature latine antique, principalement Ausone (Epigrammata de diuersis rebus) et Claudien ; mais les pièces courtes de ce dernier, en distiques élégiaques, relèvent plus de la virtuosité descriptive que de l'inspiration caustique de Martial. Il continue d'être lu et il est cité dans l’Histoire Auguste, chez Sidoine Apollinaire et plusieurs grammairiens. Au Moyen Âge, il est toujours lu, comme en témoignent les nombreux manuscrits qui nous ont transmis son œuvre et le Florilegium Gallicum (milieu du XIIe siècle), qui donne un choix de ses épigrammes.
Les Épigrammes de Martial ont eu une influence importante en Europe entre le XVe et le XVIIIe siècle et ont été souvent imitées, dans un premier temps surtout en latin, puis dans les langues nationales. Clément Marot introduit l'épigramme dans la littérature de langue française et imite plusieurs des pièces du poète latin. Les adaptations se multiplient au XVIIe et au XVIIIe siècles, comme celles du duc de Montausier.
À partir du XIXe siècle, Martial est moins apprécié : d'abord, son obscénité dérange ; plus tard, c'est la forme poétique de l'épigramme qui n'est plus prisée, à l'exception de quelques rares poètes comme Jean Richepin.
En 1920, les Épigrammes de Martial sont parodiées par Georges Fourest dans ses Douze épigrammes plaisantes imitées de P.V. Martial, chevalier romain, par un Humaniste facétieux. Les parodies de Fourest sont rééditées en 2017, suivies des Dix épigrammes nouvelles non moins gaillardes que les précédentes. Enfin, les épigrammes de Martial sont résumées en « langage boloss » par les Boloss des Belles Lettres dans l'ouvrage édité en 2016 par la maison d'édition des « Budé »,.

#### Éditions
- Épigrammes, édition et traduction de H. J. Izaac, Paris, Les Belles Lettres, 1930-1934, rééditions 1969-1973, 3 volumes.
- Épigrammes, traduites du latin et présentées par Dominique Noguez, Éditions de la Différence, coll. « Orphée », Paris, 1989 ; Arléa, 2001.

#### Études
- Alain Deremetz, « Rhétorique de renonciation éditoriale. Le paratexte chez Martial », Communication et langages, no 154,‎ 2007, p. 39-48 (lire en ligne).
- Corinne Girard, Les Traductions françaises de Martial de la Renaissance à nos jours : matériau pour une étude socio-critique de la traduction (mémoire de maîtrise), Paris-IV, 1992
- Étienne Wolff, Martial ou l'apogée de l'épigramme, Presses universitaires de Rennes, coll. « Interférence », 2008, 152 p. (ISBN 978-2-7535-0571-1, lire en ligne).